# Chido Obi
Chidozie Obi-Martin (Glostrup, 2007. november 29. –), gyakrabban csak Chido Obi, angol és dán utánpótlás-válogatott labdarúgó, az angol első osztályban szereplő Manchester United játékosa.

## Fiatalkora
Obi Glostrupban született, Koppenhága külvárosában, dán anya és nigériai apa gyermekeként. Egy testvére van, Chuck. Gyerekkorában a KB játékosaként kezdett el játszani Dániában. Családjával 2020-ban költözött Angliába, anyja tanulmányai miatt. Itt fedezte fel egy bemutatómérkőzésen az Arsenal U12–14-es felderítője, és a CrownPro Elite Academy alapítója, Paul Aladejare. A találkozón Obi négy gólt szerzett, és azonnal meggyőzte Aladejarét. Hónapokig edzett a CrownPro Elite Academy csapatával, mielőtt egy két hetes próbaidőt adott neki az Arsenal. Ezt követően majdnem hat hónapba telt, mire a londoni csapat minden szükséges dokumentumot el tudott intézni a dán tehetségnek. 17 évesen hivatalosan is arra kérte a Manchester Unitedet és a sajtót, hogy nevéből hagyják el a Martint, és csak Chido Obiként hivatkozzanak rá.

## Pályafutása

### Klubcsapatokban

#### Arsenal
Tizenhárom évesen az Arsenal akadémiájára szerződött. Kiemelkedő góllövő lett az itt eltöltött évek során, tizenöt évesen már az U18-as csapatban szerepelt, első kezdőként játszott mérkőzésén mesterhármast szerzett a Southampton ellen 2023. szeptember 13-án, amit követően a dán sajtó Victor Osimhenhez hasonlította.
A következő hónapban először lépett pályára az U21-es csapatban. 2023 novemberében bekerült a felnőtt csapatba, mikor Mikel Arteta behívta a keretbe edzeni. 2023. november 18-án tíz gólt lőtt a Liverpool elleni 14–3 végeredményű mérkőzésen az U16-os szinten, majd az U18-as csapatban 2024. április 13-án ötöt szerzett a West Ham ellen és április 27-én hétszer talált be a Norwich City ellen, amivel hét mérkőzésen huszonnégy gólja volt a csapatban. A szezonban 54 percenként átlagolt egy gólt, megdöntve Rhys Murphy rekordját a legtöbb szerzett gólért egy szezonban az Arsenal utánpótlás-csapatában a bajnokságban. A 2023–2024-es szezon végén bejelentette, hogy elhagyja az Arsenalt, miután megszerzésében érdekelt volt a Manchester United, a Bayern München és a Borussia Dortmund is.

#### Manchester United
2024. szeptember 27-én a Premier League jóváhagyta Obi átigazolását a Manchester United csapatába. Döntésében nagy szerepet játszott, hogy úgy érezte több lehetősége lesz a csapatba jutáshoz a manchesteri csapatnál. Debütáló mérkőzésén az U18-as csapatban 14 perc alatt mesterhármast szerzett a Nottingham Forest elleni 6–0-ás győzelem során, első két kezdőként játszott mérkőzésén négyszer talált be. 2024 novemberében írta alá első profi szerződését a klubbal, 17. születésnapja után. Ugyanebben a hónapban az U18-as Premier League történetének legsikeresebb gólszerzője lett, megszerezve 37. gólját. Mindössze 23 mérkőzés és átlagosan 45 perc kellett neki gólonként, ami messze a legjobb volt a liga alapítása óta. 2024. december 3-án mutatkozott be az U21-es csapatban, ő adta a gólpasszt a mérkőzés egyetlen góljához a Rochdale ellen. 2025. február 16-án ült először a United felnőtt csapatának cserepadján a Tottenham elleni idegenbeli bajnokin, majd a találkozó hosszabbitásában csereként beállva be is mutatkozott a felnőttek között. A következő bajnokin is játszott, a 70. percben állt be, amelyet követően a United 2–0-ás hátrányból kiegyenlítette a találkozót.
2025. május 4-én a United legfiatalabb kezdője lett a Premier League-érában, 17 évesen és 156 naposan. Az idény végén elutazott a United szezonvégi ázsiai mérkőzéseire, Hongkong ellen kétszer is betalált.

### A válogatottban
Obi képviselheti Dániát, Angliát és Nigériát is a válogatottban, de többször is kijelentette, hogy dán válogatott lesz. 2022-ben ötször is pályára lépett a dán U16-os válogatottban, mielőtt 2023-ban angol U16-os válogatott volt. Ennek ellenére még az év áprilisában visszatért szülőhazája U16-os csapatába, kétszer betalálva három mérkőzésen. 2023-ban behívták az U17-es válogatottba, első három mérkőzésén kétszer talált be, összesen 19 mérkőzésen tizenkétszer. 2024 novemberében bemutatkozott az U18-as csapatban is, második találkozóján be is talált. 2025 márciusában kapott először lehetőséget az U21-es válogatottban, mikor csereként állt be Lengyelország ellen.
2025 nyarán az U20-as csapatba hívták be a Touloni Ifjúsági Tornára, ahol azt követően, hogy a csoportkör második mérkőzésén a 96. percben betalált Kongó ellen, majd a Japán elleni 3–0-ás győzelem során, mielőtt kiestek volna Szaúd-Arábia ellen az elődöntőben, megválasztották a torna legjobb játékosának.

## Játékstílusa
Obi középcsatár, már 16 éves korában 187 cm magas volt. Kiemelkedően tud befejezni, és sok különböző módon tud gólt szerezni. Szokatlan technikussággal rendelkezik.

## Statisztika
Frissítve: 2025. május 4.
| Csapat                 | Szezon                 | Bajnokság              | Bajnokság | Bajnokság | FA-Kupa | FA-Kupa | Ligakupa | Ligakupa | Európa | Európa | Egyéb | Egyéb | Összesen | Összesen |
| Csapat                 | Szezon                 | Osztály                | Mér.      | Gól       | Mér.    | Gól     | Mér.     | Gól      | Mér.   | Gól    | Mér.  | Gól   | Mér.     | Gól      |
| ---------------------- | ---------------------- | ---------------------- | --------- | --------- | ------- | ------- | -------- | -------- | ------ | ------ | ----- | ----- | -------- | -------- |
| Arsenal U18            | 2022–2023              | Premier League U18     | 2         | 0         | —       | —       | —        | —        | —      | —      | —     | —     | 2        | 0        |
| Arsenal U18            | 2023–2024              | Premier League U18     | 18        | 32        | —       | —       | —        | —        | 3      | 0      | 3     | 0     | 26       | 32       |
| Arsenal U21            | 2023–2024              | Premier League 2       | 2         | 0         | —       | —       | —        | —        | 3      | 0      | 3     | 0     | 26       | 32       |
| Manchester United U18  | 2024–2025              | Premier League U18     | 6         | 5         | —       | —       | —        | —        | 1      | 0      | 9     | 10    | 18       | 15       |
| Manchester United U21  | 2024–2025              | Premier League 2       | 2         | 0         | —       | —       | —        | —        | 1      | 0      | 9     | 10    | 18       | 15       |
| Utánpótlás összesen    | Utánpótlás összesen    | Utánpótlás összesen    | 30        | 37        | —       | —       | —        | —        | 4      | 0      | 12    | 10    | 46       | 47       |
| Manchester United      | 2024–2025              | Premier League         | 6         | 0         | 1       | 0       | 0        | 0        | 0      | 0      | 0     | 0     | 7        | 0        |
| Manchester United      | Összesen               | Összesen               | 6         | 0         | 1       | 0       | 0        | 0        | 0      | 0      | 0     | 0     | 7        | 0        |
| Profi karrier összesen | Profi karrier összesen | Profi karrier összesen | 6         | 0         | 1       | 0       | 0        | 0        | 0      | 0      | 2     | 1     | 9        | 1        |

1. 1 2  Pályára lépések az UEFA Ifjúsági Ligában.
2. ↑  Az FA Ifjúsági Kupában és a Premier League Cupban játszott mérkőzések. Egyik se számít profi mérkőzésnek.
3. ↑  A Football League Trophy-ban, a National League Cupban, a Premier League Cupban, a Premier League International Cupban és az FA Ifjúsági Kupában játszott mérkőzések. Csak az első két kiírás számít profi mérkőzésnek.
4. ↑  A legtöbb pályára lépés ebben a kategóriában nem számít profi pályafutásának részének. Angliában több utánpótlás-csapat is részt vesz felnőtt kiírásokban, így a szereplések egy része fel van tüntetve az összesítésben

## Sikerek és díjak
Egyéni
- Az év dán újonca: 2024–2025
- U17-es Európa-bajnokság – A torna csapata: 2024[30]
- Maurice Revello-torna – A torna játékosa: 2025[28]